# آلگواساس
 آلگوآساس (به اسپانیایی: Alguazas) یکی از شهرداری‌های کومارکای شرقی و در بخش خودمختار مورسیا در کشور اسپانیا قرار دارد. تا سال ۲۰۱۰ مساحت این شهرداری ۲۳ کیلومتر مربع و جمعیت آن  ۹۱۴۶ تَن می‌باشد.